# آل عنان العبر (لودر)

تعديل مصدري - تعديل

آل عنان العبر هي إحدى قرى عزلة زارة بمديرية لودر التابعة لمحافظة أبين، بلغ تعداد سكانها 37 نسمة حسب تعداد اليمن لعام 2004.